# Dietrich II. (Zuylen)

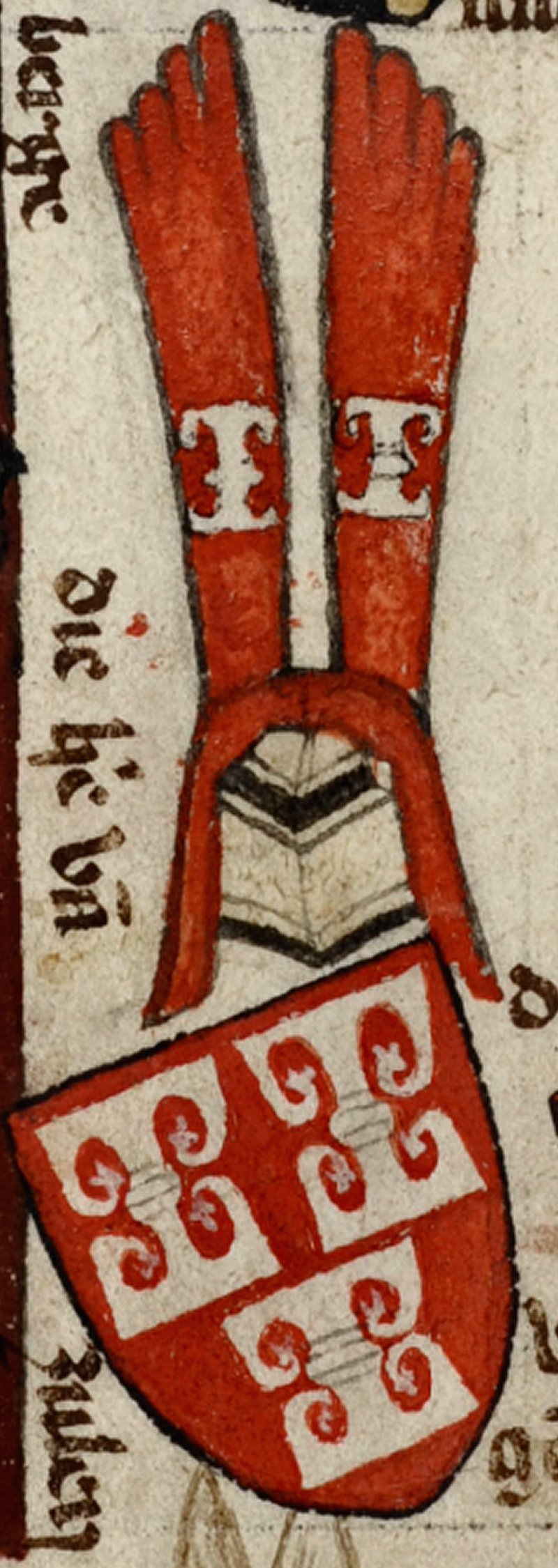
Wappen der Ritter von Zuylen aus dem Armorial Gelre

Dietrich von Zuylen, auch Diederich oder Dirck van Zuylen bzw. van Zuilen oder von Sulen (* um 1310; † 15. Juni 1364), war ein Ritter sowie Herr von Zuilen, Sweserengh, Westbroek und Anholt. Dem Ort Anholt verlieh er am 1. Mai 1349 das Stadtrecht.

## Leben
Dietrich war der zweitälteste Sohn von Stephan IV. von Zuylen († um 1347), dem Spross des uradeligen Geschlechtes Zuylen. Seine Mutter war Bertha von Dale († spätestens 1335), Tochter des Grafen Otto II. von Dale († nach 1282) und dessen Ehefrau Kunigunde von Bronckhorst († nach 1317). Dietrich hatte mehrere Geschwister, unter anderem Johann, der 1339 Justina von dem Bergh heiratete und 1340 für Rainald II. von Geldern die Statthalterschaft in Bredevoort innehatte, Stephan, Kanoniker in Münster, und Heinrich, Kanoniker in Deventer.   
Johann, sein älterer Bruder, starb frühzeitig, so dass Dietrich im Herrschaftsgebiet seines Vaters – in den Herrschaften Zuilen, Sweserengh, Westbroek und Anholt – die Erbfolge antrat. Noch als Knappe hatte er bezeugt, wie sein Vater am 25. Mai 1347 den Bewohnern des Orts Anholt ein Privileg über den Besitz und die Erblichkeit von Hofstätten verlieh, sie somit aus der Hörigkeit entließ und erbzinspflichtig machte. In der Nachfolge seines Vaters ergänzte er dieses Privileg am 1. Mai 1349 mit dem Stadtrecht, das die Bewohner Anholts allerdings schon gewohnheitsmäßig ausübten. Nach diesem Recht nahmen die Bewohner als Bürger an der Verwaltung der Stadt mit einem Gremium aus sieben Schöffen, von denen einer zum Bürgermeister ernannt wurde, teil. Der Vorgang der förmlichen Verleihung des Stadtrechts zeigt die Herren von Anholt im Besitz von Rechten eines Landesherrn.
Dietrich vermählte sich mit Margareta (* um 1315; † um 1377), der Tochter des Johann, Herrn von Baar in der Grafschaft Zutphen (1275–1342), und dessen Ehefrau Richardis von Batenburg. Das Paar hatte sechs Kinder, Stephan VI., der Anholt von 1364 bis 1373 regierte, Friedrich, der danach bis 1380 herrschte, Alionora, die sich mit dem Ritter Frank von Borsselen vermählte, Herberga, Gemahlin Hermanns III. von Gemen und Erbin von Anholt nach Friedrich Tod, Elisabeth, Gemahlin des Splinter von Loenerslot und Erbin der Herrschaften Sweserengh und Westbroek, sowie Beatrix, erst Nonne im Kloster Graefenthal, dann Gemahlin Bitters von Raesfeld.
In einer Urkunde von 8. März 1353 schloss Dietrich mit Wilhelm von Gennep, dem Erzbischof von Köln, ein Schutzbündnis. Im Jahr 1360 geriet Dietrich – wohl im Zusammenhang einer Fehde des Herzogs Reinald III. von Geldern mit dessen Bruder Eduard – in die Gefangenschaft des Grafen Dietrich IV. von Moers, aus der er am 10. Dezember des Jahres entlassen wurde, nachdem Dietrichs Gemahlin Margareta auf das Erbe der Herrschaft Baar, die ihr Vater besessen hatte, verzichtet hatte.
Dietrichs sterbliche Überreste wurde in der Klosterkirche Graefenthal bestattet.